# Pseudoderopeltis brunneriana
Pseudoderopeltis brunneriana är en kackerlacksart som först beskrevs av Schulthess 1898.  Pseudoderopeltis brunneriana ingår i släktet Pseudoderopeltis och familjen storkackerlackor.
Artens utbredningsområde är Somalia. Inga underarter finns listade i Catalogue of Life.